# Мелийская война
Мелийская война — вооруженный конфликт между полисами Ионийского союза и карийским городом Мелия.